# جورج دبليو. أرمسترونغ
جورج دبليو. أرمسترونغ (بالإنجليزية: George W. Armstrong)‏ هو سياسي أمريكي، ولد في 27 فبراير 1827، وتوفي في 1 يوليو 1877.